# Чикбаллапур
Чикбаллапур или Чик-Баллапур (англ. Chikballapur) — город в индийском штате Карнатака. Административный центр округа Чикбаллапур. Средняя высота над уровнем моря — 915 метров. По данным всеиндийской переписи 2001 года, в городе проживало 54 938 человек, из которых мужчины составляли 51 %, женщины — соответственно 49 %. Уровень грамотности взрослого населения составлял 64 % (при общеиндийском показателе 59,5 %). 11 % населения было моложе 6 лет.